# Adrian Rus
Adrian Rus (ur. 18 marca 1996 w Satu Mare) – rumuński piłkarz występujący na pozycji środkowego obrońcy we włoskim klubie Pisa SC oraz reprezentacji Rumunii. Posiada również obywatelstwo węgierskie.

## Kariera klubowa
Rus jest wychowankiem Olimpii Satu Mare i w tym klubie rozpoczął seniorską karierę w 2014. Rozegrał cały sezon 2014/2015 w Lidze III, a następnie przeniósł się do innej trzecioligowej drużyny, jednak z Węgier – Fehérgyarmati SC. W trakcie sezonu 2015/2016 został zauważony przez grający poziom wyżej Balmazújvárosi FC, z którym w sezonie 2016/2017 wywalczył awans do Nemzeti Bajnokság I. Przed startem sezonu 2017/2018 przeniósł się do Puskás Akadémii, w której nie zadebiutował, za to został wypożyczony do rumuńskiego Sepsi Sfântu Gheorghe, w którym rozegrał 17 meczów i zdobył 1 bramkę. 25 czerwca 2019 Rus podpisał kontrakt z Fehérvárem FC.

## Kariera reprezentacyjna
Rus, który większość swojej kariery spędził na Węgrzech, otrzymał węgierskie obywatelstwo, dzięki czemu mógł reprezentować Rumunię lub Węgry. W wywiadzie dla Agerpres, przyznał, że jest stuprocentowym Rumunem i nie przyjąłby powołania od węgierskiego selekcjonera.
Wziął udział w Mistrzostwach Europy U-21 2019 z młodzieżową reprezentacją Rumunii, gdzie zaliczył jeden występ.
Do seniorskiej reprezentacji po raz pierwszy został powołany w sierpniu 2019 przez selekcjonera Cosmina Contrę, na wrześniowe zgrupowanie przeciwko Hiszpanii i Malcie. Zadebiutował 8 września 2019, w meczu eliminacji Euro 2020 przeciwko Malcie.

## Statystyki

### Klubowe
| Klub                         | Sezon              | Liga               | Liga  | Liga   | Puchar kraju | Puchar kraju | Kontynentalne | Kontynentalne | Suma  | Suma   | Suma |
| Klub                         | Sezon              | Poziom             | Mecze | Bramki | Mecze        | Bramki       | Mecze         | Bramki        | Mecze | Bramki |      |
| ---------------------------- | ------------------ | ------------------ | ----- | ------ | ------------ | ------------ | ------------- | ------------- | ----- | ------ | ---- |
| Olimpia Satu Mare            | 2014/2015          | Liga III           | 25    | 0      | 0            | 0            | –             | –             | 25    | 0      |      |
| Fehérgyarmati SC             | 2015/2016          | NB III             | 14    | 0      | 0            | 0            | –             | –             | 14    | 0      |      |
| Balmazújvárosi FC            | 2015/2016          | NB II              | 2     | 0      | 0            | 0            | –             | –             | 2     | 0      |      |
| Balmazújvárosi FC            | 2016/2017          | NB II              | 29    | 1      | 1            | 0            | –             | –             | 30    | 1      |      |
| Balmazújvárosi FC            | 2017/2018          | NB I               | 30    | 2      | 4            | 0            | –             | –             | 34    | 2      |      |
| Balmazújvárosi FC            | Łącznie            | Łącznie            | 61    | 3      | 5            | 0            | –             | –             | 66    | 3      |      |
| Puskás Akadémia FC           | 2018/2019          | NB I               | 0     | 0      | 0            | 0            | –             | –             | 0     | 0      |      |
| Sepsi Sfântu Gheorghe (wyp.) |                    |                    |       |        |              |              |               |               |       |        |      |
| 2018/2019                    | Liga I             | 14                 | 0     | 3      | 1            | –            | –             | 17            | 1     |        |      |
| Fehérvár FC                  | 2019/2020          | NB I               | 11    | 0      | 3            | 0            | 0             | 0             | 14    | 0      |      |
| Fehérvár FC                  | 2020/2021          | NB I               | 20    | 1      | 6            | 0            | 1             | 0             | 20    | 1      |      |
| Fehérvár FC                  | 2021/2022          | NB I               | 13    | 0      | 1            | 0            | 0             | 0             | 14    | 0      |      |
| Fehérvár FC                  | Łącznie            | Łącznie            | 44    | 1      | 10           | 0            | 1             | 0             | 55    | 1      |      |
| Łącznie w karierze           | Łącznie w karierze | Łącznie w karierze | 158   | 4      | 18           | 1            | 1             | 0             | 177   | 5      |      |

### Reprezentacyjne
| Reprezentacja | Rok     | Mecze | Bramki |
| ------------- | ------- | ----- | ------ |
| Rumunia       | 2019    | 5     | 0      |
| Rumunia       | 2020    | 0     | 0      |
| Rumunia       | 2021    | 5     | 0      |
| Rumunia       | 2022    | 7     | 1      |
| Rumunia       | 2023    | 2     | 0      |
| Ogólnie       | Ogólnie | 19    | 1      |